# 1988年ベルギーグランプリ
1988年ベルギーグランプリは、1988年F1世界選手権の第8戦として、1988年8月28日にスパ・フランコルシャンで開催された。

## 予選

### 予備予選
| 順位 | No | ドライバー             | コンストラクター       | タイム   | 差     |
| ---- | -- | ---------------------- | ---------------------- | -------- | ------ |
| 1    | 36 | アレックス・カフィ     | ダラーラ・フォード     | 2'01.068 | —      |
| 2    | 31 | ガブリエル・タルキーニ | コローニ・フォード     | 2'02.101 | +1.033 |
| 3    | 21 | ニコラ・ラリーニ       | オゼッラ               | 2'02.347 | +1.279 |
| 4    | 33 | ステファノ・モデナ     | ユーロブルン・フォード | 2'02.933 | +1.865 |
| DNPQ | 32 | オスカー・ララウリ     | ユーロブルン・フォード | 2'04.208 | +3.140 |

- 上位4台が予選に進出

### 予選
ウィリアムズのナイジェル・マンセルが体調不良で欠場し、代役としてマーティン・ブランドルがウィリアムズの5号車で出場した。
予選2日目（土曜）が雨となった為、ドライだった予選1日目のタイムでグリッドは決まり、マクラーレン・ホンダのアイルトン・セナとアラン・プロストが1列目を分け合うというこのシーズン見慣れた結果となった。その後もフェラーリの2台とベネトンの2台、ロータスの2台というこの年に多く見られた予選順位となったが、エンジンパワーに劣るウィリアムズ・ジャッドのリカルド・パトレーゼが5位につけたほか、ロータス・ホンダの中嶋悟が、昨年度のドライバーズ・チャンピオンでチームメイトのネルソン・ピケより上位の8位につけた。
なお、ウェットコンディションだった土曜日の予選では1位がウィリアムズのマーティン・ブランドル、2位にロータスの中嶋悟と言う順位でセッション終了となり、予選グリッドに影響するわけではなかったが、「雨の中嶋」のセッション2位は日本のフジテレビをはじめ各レース専門誌で大きく報じられた。
ミナルディのルイス・ペレス＝サラとピエルルイジ・マルティニ、ユーロブルンのステファノ・モデナ、ティレルのジュリアン・ベイリーが予選落ちとなった。
| 順位 | No | ドライバー                 | コンストラクター       | タイム   | 差     |
| ---- | -- | -------------------------- | ---------------------- | -------- | ------ |
| 1    | 1  | アイルトン・セナ           | マクラーレン・ホンダ   | 1'53.718 | -      |
| 2    | 2  | アラン・プロスト           | マクラーレン・ホンダ   | 1'54.128 | +0.410 |
| 3    | 28 | ゲルハルト・ベルガー       | フェラーリ             | 1'54.581 | +0.863 |
| 4    | 27 | ミケーレ・アルボレート     | フェラーリ             | 1'55.665 | +1.947 |
| 5    | 6  | リカルド・パトレーゼ       | ウィリアムズ・ジャッド | 1'57.138 | +3.420 |
| 6    | 20 | ティエリー・ブーツェン     | ベネトン・フォード     | 1'57.455 | +3.737 |
| 7    | 19 | アレッサンドロ・ナニーニ   | ベネトン・フォード     | 1'57.535 | +3.817 |
| 8    | 2  | 中嶋悟                     | ロータス・ホンダ       | 1'57.616 | +3.898 |
| 9    | 1  | ネルソン・ピケ             | ロータス・ホンダ       | 1'57.821 | +4.103 |
| 10   | 17 | デレック・ワーウィック     | アロウズ・メガトロン   | 1'57.925 | +4.207 |
| 11   | 18 | エディ・チーバー           | アロウズ・メガトロン   | 1'57.980 | +4.262 |
| 12   | 5  | マーティン・ブランドル     | ウィリアムズ・ジャッド | 1'58.206 | +4.488 |
| 13   | 15 | マウリシオ・グージェルミン | マーチ・ジャッド       | 1'58.361 | +4.643 |
| 14   | 16 | イヴァン・カペリ           | マーチ・ジャッド       | 1'58.439 | +4.721 |
| 15   | 36 | アレックス・カフィ         | ダラーラ・フォード     | 1'59.736 | +6.018 |
| 16   | 30 | フィリップ・アリオー       | ローラ・フォード       | 1'59.906 | +6.188 |
| 17   | 25 | ルネ・アルヌー             | リジェ・ジャッド       | 2'00.037 | +6.319 |
| 18   | 14 | フィリップ・ストレイフ     | AGS・フォード          | 2'00.410 | +6.692 |
| 19   | 22 | アンドレア・デ・チェザリス | リアル・フォード       | 2'00.521 | +6.803 |
| 20   | 26 | ステファン・ヨハンソン     | リジェ・ジャッド       | 2'00.857 | +7.139 |
| 21   | 3  | ジョナサン・パーマー       | ティレル・フォード     | 2'01.078 | +7.360 |
| 22   | 31 | ガブリエル・タルキーニ     | コローニ・フォード     | 2'01.359 | +7.641 |
| 23   | 29 | ヤニック・ダルマス         | ローラ・フォード       | 2'01.467 | +7.749 |
| 24   | 9  | ピエルカルロ・ギンザーニ   | ザクスピード           | 2'01.899 | +8.181 |
| 25   | 10 | ベルント・シュナイダー     | ザクスピード           | 2'01.938 | +8.220 |
| 26   | 21 | ニコラ・ラリーニ           | オゼッラ               | 2'02.029 | +8.311 |
| DNQ  | 24 | ルイス・ペレス＝サラ       | ミナルディ・フォード   | 2'02.129 | +8.411 |
| DNQ  | 23 | ピエルルイジ・マルティニ   | ミナルディ・フォード   | 2'02.314 | +8.596 |
| DNQ  | 33 | ステファノ・モデナ         | ユーロブルン・フォード | 2'02.322 | +8.604 |
| DNQ  | 4  | ジュリアン・ベイリー       | ティレル・フォード     | 2'02.519 | +8.801 |

- 上位26台が決勝進出

## 決勝
完走台数がわずか10台というサバイバルレースとなり、予選で1位と2位につけたマクラーレン・ホンダのアイルトン・セナとアラン・プロストがそのままワン・ツー・フィニッシュした。長らく3位を走行していたミケーレ・アルボレートはエンジントラブルによりマシンから白煙を吹きリタイア。母国グランプリであるティエリー・ブーツェンと、アレッサンドロ・ナンニーニのベネトン2台が3位と4位でチェッカーを受けたが後に失格となり（後述）、繰り上がりで5位で終えていたイヴァン・カペリ（予選14位）が公式記録で3位となり、以下繰り上がりで4位はロータスのネルソン・ピケ、5位と6位にはデレック・ワーウィックとエディ・チーバーのアロウズ勢がポイントを得ることとなった。
また予選5位と好調だったリカルド・パトレーゼは、決勝でカペリと接触ギリギリの大バトルを繰り広げたがエンジントラブルによりリタイアした。予選でピケの上の8位からスタートし、レース中も5位をキープしピケをリードし続け、国際映像でもピケやナニーニとのバトルを写され続けた中嶋悟はエンジントラブルで22周目にリタイアした。最後の完走者はAGSのフィリップ・ストレイフであった。

### ベネトンの失格
3位でゴールしレース後表彰台に立っていたブーツェンと、続いて4位でゴールしていたナニーニのベネトン2台は、レース終了から3カ月以上経過した11月末になってFISAから車両規定違反があったとして失格が発表された。ベネトンの2台は公式記録から除外され、完走を果たしていた5位以下のドライバーの順位が全て2つ繰り上がった順位に公式記録が訂正された。これはブーツェンのマシンからレース後採取されたガソリンのオクタン価が、レギュレーション規定の数値を上まわるオクタン価だったため。
シーズン終了後だったため各ランキングも修正され、ブーツェンは4ポイント減でもドライバーズランキング4位のまま変化が無かったが、3ポイント減となったナニーニのランキングは7位だったものが9位タイと変動することとなった。
| 順位 | No | ドライバー                 | コンストラクター       | 周回数 | タイム/リタイヤ  | グリッド | ポイント |
| ---- | -- | -------------------------- | ---------------------- | ------ | ---------------- | -------- | -------- |
| 1    | 12 | アイルトン・セナ           | マクラーレン・ホンダ   | 43     | 1:28'00.549      | 1        | 9        |
| 2    | 11 | アラン・プロスト           | マクラーレン・ホンダ   | 43     | +30.470          | 2        | 6        |
| 3    | 16 | イヴァン・カペリ           | マーチ・ジャッド       | 43     | +1'15.768        | 14       | 4        |
| 4    | 1  | ネルソン・ピケ             | ロータス・ホンダ       | 43     | +1'23.628        | 9        | 3        |
| 5    | 17 | デレック・ワーウィック     | アロウズ・メガトロン   | 43     | +1'25.355        | 10       | 2        |
| 6    | 18 | エディ・チーバー           | アロウズ・メガトロン   | 42     | +1 Lap           | 11       | 1        |
| 7    | 5  | マーティン・ブランドル     | ウィリアムズ・ジャッド | 42     | +1 Lap           | 12       |          |
| 8    | 36 | アレックス・カフィ         | ダラーラ・フォード     | 42     | +1 Lap           | 15       |          |
| 9    | 30 | フィリップ・アリオー       | ローラ・フォード       | 42     | +1 Lap           | 16       |          |
| 10   | 14 | フィリップ・ストレイフ     | AGS・フォード          | 42     | +1 Lap           | 18       |          |
| 11   | 26 | ステファン・ヨハンソン     | リジェ・ジャッド       | 39     | エンジン         | 20       |          |
| 12   | 3  | ジョナサン・パーマー       | ティレル・フォード     | 39     | スロットル       | 21       |          |
| 13   | 10 | ベルント・シュナイダー     | ザクスピード           | 38     | ギアボックス     | 25       |          |
| DSQ  | 20 | ティエリー・ブーツェン     | ベネトン・フォード     | 43     | 失格             | 6        |          |
| DSQ  | 19 | アレッサンドロ・ナニーニ   | ベネトン・フォード     | 43     | 失格             | 7        |          |
| Ret  | 31 | ガブリエル・タルキーニ     | コローニ・フォード     | 36     | ステアリング     | 22       |          |
| Ret  | 27 | ミケーレ・アルボレート     | フェラーリ             | 35     | エンジン         | 4        |          |
| Ret  | 6  | リカルド・パトレーゼ       | ウィリアムズ・ジャッド | 30     | エンジン         | 5        |          |
| Ret  | 15 | マウリシオ・グージェルミン | マーチ・ジャッド       | 29     | スピン           | 13       |          |
| Ret  | 9  | ピエルカルロ・ギンザーニ   | ザクスピード           | 25     | オイル漏れ       | 24       |          |
| Ret  | 2  | 中嶋悟                     | ロータス・ホンダ       | 22     | エンジン         | 8        |          |
| Ret  | 21 | ニコラ・ラリーニ           | オゼッラ               | 14     | 燃料系           | 26       |          |
| Ret  | 28 | ゲルハルト・ベルガー       | フェラーリ             | 11     | インジェクション | 3        |          |
| Ret  | 29 | ヤニック・ダルマス         | ローラ・フォード       | 9      | エンジン         | 23       |          |
| Ret  | 22 | アンドレア・デ・チェザリス | リアル・フォード       | 2      | 接触             | 19       |          |
| Ret  | 25 | ルネ・アルヌー             | リジェ・ジャッド       | 2      | 接触             | 17       |          |